# Józef Eugeniusz Przedecki
Józef Eugeniusz Przedecki (ur. 17 marca 1890 w Warszawie, zm. 29 lipca 1969 na Helu) – polski nauczyciel, krajoznawca i turysta.

## Życiorys
W 1913 ukończył studia w Uniwersytecie w Nancy (Francja), uzyskując tytuł inżyniera mechanika.
Wrócił do kraju i w Warszawie podjął pracę w zakładzie przemysłowym. Uzyskał także uprawnienia przysięgłego mierniczego.
Po odzyskaniu niepodległości został asystentem na Politechnice Warszawskiej, prowadząc jednocześnie biuro miernicze. W latach 1922–1939 był nauczycielem i kierownikiem wydziału mierniczego w Szkole Górniczo-Hutniczej tzw. "Sztygarce", założonej jeszcze przez Stanisława Staszica. Podczas hitlerowskiej okupacji pracował w Będzinie. Po wyzwoleniu wrócił do swojej szkoły, gdzie był dyrektorem do 1949. W tym samym roku przeniósł się do Łodzi, gdzie w Technikum Włókienniczym nr 1 był nauczycielem i wicedyrektorem. Pracował tu do przejścia na emeryturę, a w niepełnym wymiarze godzin do śmierci.
Był członkiem Polskiego Towarzystwa Krajoznawczego (PTK), a następnie Polskiego Towarzystwa Turystyczno-Krajoznawczego (PTTK), zamiłowanym turystą ale także krajoznawcą. Uprawiał kilka dyscyplin turystyki kwalifikowanej: turystykę pieszą i górską, narciarską i kolarską.
Był prekursorem turystyki wśród młodzieży szkolnej. Organizował pierwsze obozy wędrowne i prowadził je przez wiele lat.
Był organizatorem pierwszego koła turystyczno-krajoznawczego w swojej szkole, a z młodzieżą do późnych lat uczestniczył w rajdach organizowanych przez PTTK. Posiadał rzadką umiejętność pozyskiwania młodych nauczycieli dla swojej pasji turystycznej. Byli oni najpierw towarzyszami wspólnych wędrówek, a potem samodzielnie prowadzili tę działalność.
Posiadał bogaty zbiór map krajoznawczych i przewodników, który chętnie udostępniał zarówno nauczycielom, jak i młodzieży.
Pochowany na cmentarzu komunalnym "Doły" w Łodzi.